# Attack Punk Records
Attack Punk Records est un label discographique italien.

## Histoire
Attack Punk Records est fondé à Bologne en 1981 par quelques membres d'un ensemble punk appelé RAF Punk et, en particulier, par Jumpy Velena, inspiré par l'expérience britannique de Crass Records. Le label est fondé comme une émanation d'Attack Punkzine, un fanzine ou punkzine (fanzines traitant du punk), de Bologne. Pendant près d'une décennie, le label deviendra un point de référence pour toute la frange du punk anarchiste italien et publiera des albums fondamentaux comme le premier de CCCP - Fedeli alla linea, mais aussi des groupes comme Rivolta dell'Odio, Irha, Tampax, Disciplinatha, Raptus, Contropotere et d'autres,. Il a fermé ses portes à l'aube des années 1990.
La première sortie d'Attack Punk Records, indiquée dans le catalogue sous le nom de First Attack, est Schiavi nella città più libera del mondo, dont le titre fait référence à ce que Renato Zangheri affirmait, avant les événements de Bologne du 11 mars 1977, lorsqu'il attribuait à Bologne le titre de « ville la plus libre du monde » parce qu'elle était « mieux gouvernée ».
Une banderole portant l'inscription Schiavi nella città più libera del mondo (« Esclaves dans la ville la plus libre du monde ») et signée Raf Punk est utilisée à plusieurs reprises à Bologne en 2015 pour ouvrir les manifestations de protestation liées à l'expulsion par la municipalité de l'espace occupé Atlantide, géré par des activistes LGBT/queer mais aussi anarcho-punk, montrant une continuité entre les luttes. Par la suite, les sous-labels Totò Alle Prese Coi Dischi, Multimedia Attack, Extrema! et Attack Punk Records UK voient le jour,.

## Groupes et artistes
Ils comprennent notamment : CCCP - Fedeli alla linea, Contropotere (it), Cracked Hirn, Rivolta dell'Odio, RAF Punk, et Tampax (it).

## Filmographie
- Italian Punk Hardcore: 1980-1989, réalisé par Angelo Bitonto, Giorgio S. Senesi, et Roberto Sivilia (2015)